# Leiwen
Leiwen is een dorp en gemeente (Ortsgemeinde) in de Duitse deelstaat Rijnland-Palts, in de Verbandsgemeinde Schweich an der Römischen Weinstraße in de Landkreis Trier-Saarburg. Het plaatsje ligt aan een bocht van de Moezel, zo'n 20 km ten noordoosten van Trier. Leiwen is bekend om zijn wijnbouw; er wordt vooral wijn van het druivenras Riesling gemaakt. Het dorp telt 450 ha aan wijngaarden: de Leiwener Laurentiuslay en Leiwener Klostergarten. Door de wijnbouw is er ook toerisme in Leiwen; het dorp is door de staat erkend als Erholungsort. De gemeente Leiwen telt 1.591 inwoners op een oppervlakte van 12,71 km².
De plaats van het tegenwoordige Leiwen was al in de Romeinse tijd bewoond. Op een heuvel boven het huidige dorp zou keizer Augustus voor zijn gemalin Livia een villa hebben laten bouwen.

## Bezienswaardigheden
De parochiekerk van Leiwen heeft een laatgotisch koor. Het schip en de toren zijn in de tweede helft van de 18e eeuw gebouwd. De kerk heeft een interieur in rococostijl. De voormalige Euchariuskapel dateert uit 1656 en doet dienst als gemeentemuseum.
De Kurtrierer Hof (ca. 1610) was de woning van de vertegenwoordiger van de aartsbisschop van Trier. Vlak bij de Moezel staat een vakwerkhuis uit 1484.

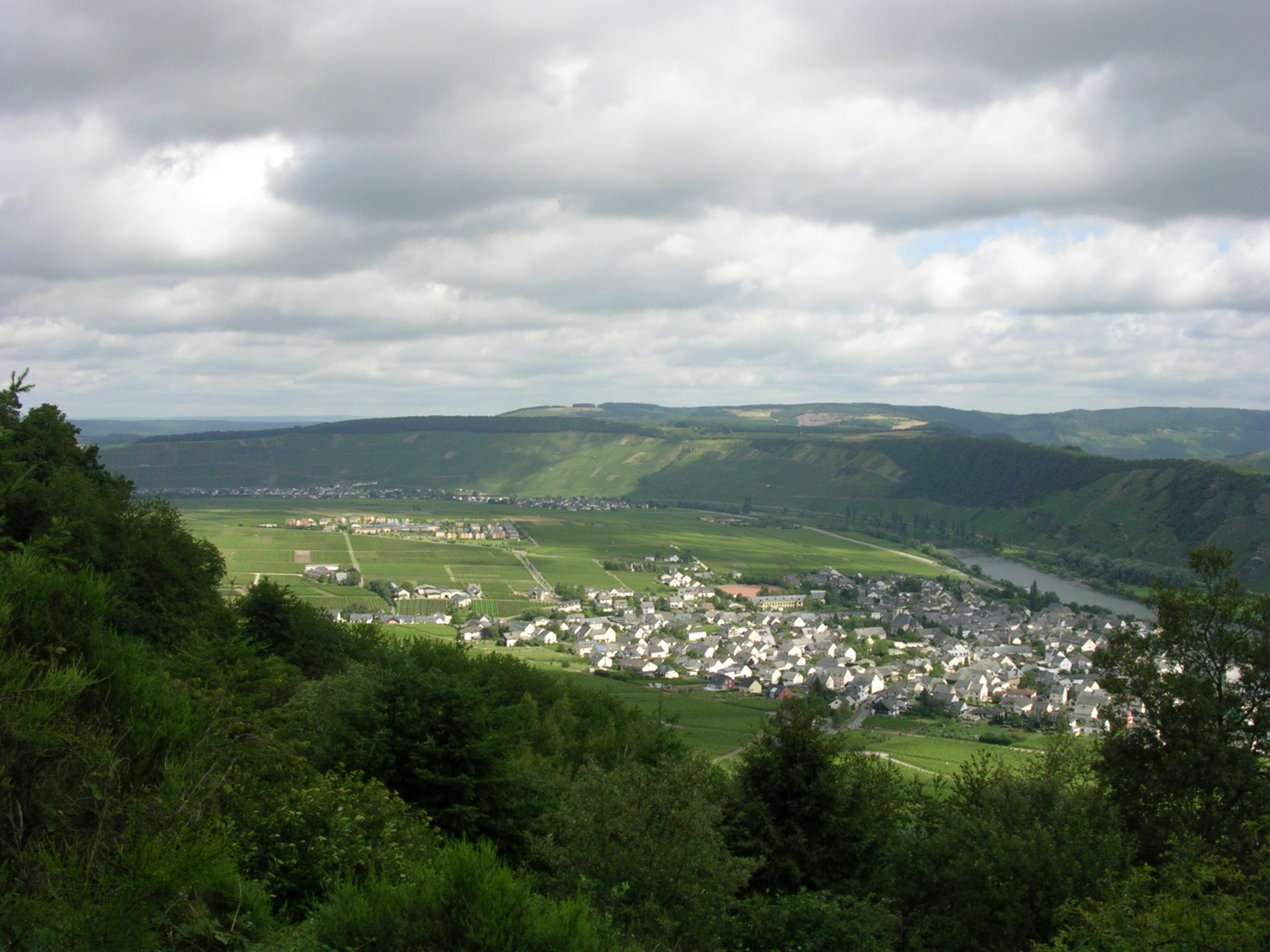
Uitzicht op Leiwen
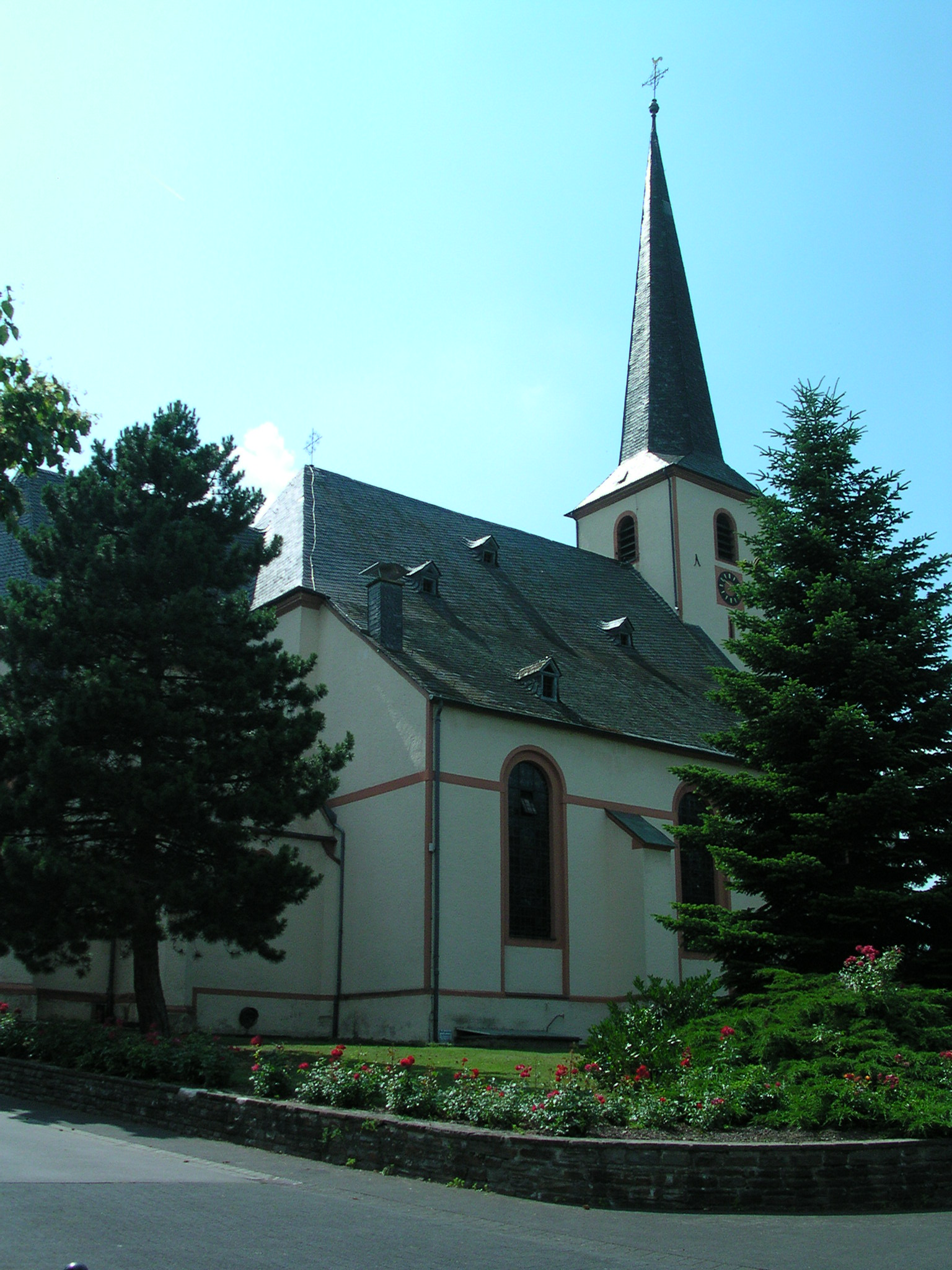
Parochiekerk